# Cipf Dominik
Cipf Dominik (Kisvárda, 2001. január 31. –) magyar korosztályos válogatott labdarúgó, a Kozármisleny játékosa, kölcsönben a Tiszakécskétől.

## Pályafutása
Cipf Dominik a Nyíregyháza Spartacus akadémiáján nevelkedett, majd 2015-ben a Budapest Honvédhoz, a Magyar Futball Akadémira került. 2018. július 21-én mutatkozott be a magyar élvonalban egy Szombathelyi Haladás elleni győztes mérkőzés hosszabbításában Danilót váltotta. Néhány nappal később az Európa-liga selejtezőjében is játéklehetőséget kapott a luxemburgi Progres Niederkorn elleni mérkőzésen. 2019 januárjában három évvel meghosszabbította szerződését a klubbal. A Honvéddal 2020-ban Magyar Kupa-győztes lett. 2021 februárjában fél évre kölcsönbe került a másodosztályban szereplő BFC Siófokhoz. Húsz NB II-es mérkőzésen háromszor volt eredményes, ezt követően pedig a Siófok végleg megvásárolta a játékjogát a Honvédtól. 2023 nyarán a Tiszakécskéhez igazolt.

## Statisztika
2020. június 3-án frissítve.
| Klub            | Szezon | Bajnokság | Bajnokság | Kupa  | Kupa  | Nemzetközi | Nemzetközi | Összesen | Összesen |
| Klub            | Szezon | Mérk.     | Gólok     | Mérk. | Gólok | Mérk.      | Gólok      | Mérk.    | Gólok    |
| --------------- | ------ | --------- | --------- | ----- | ----- | ---------- | ---------- | -------- | -------- |
| Budapest Honvéd |        |           |           |       |       |            |            |          |          |
| 2018–19         | 2      | 0         | 2         | 0     | 1     | 0          | 5          | 0        |          |
| 2019–20         | 8      | 0         | 1         | 1     | 2     | 0          | 11         | 1        |          |
| Összesen        | 10     | 0         | 3         | 1     | 3     | 0          | 16         | 1        |          |
| Összesen        | 10     | 0         | 3         | 1     | 3     | 0          | 16         | 1        |          |

## Sikerei, díjai
Budapest Honvéd
- Magyar Kupa-győztes: 2019–20

 Vasas
- Magyar másodosztályú bajnok: 2021–22